# Chysis bractescens
Chysis bractescens Lindl., 1840 è una pianta della famiglia delle Orchidacee originaria del Messico e dell'America centrale.

## Descrizione
È una orchidea epifita o talora litofita.  Fiorisce in primavera con una infiorescenza racemosa retta da un peduncolo arcuato o ricadente, lungo fino a 30 cm, che porta fino a dieci fiori molto profumati.

## Distribuzione e habitat
La specie è diffusa nel Messico meridionale e in Guatemala, Belize, El Salvador, Honduras e Nicaragua.
Il suo habitat sono le foreste pluviali ad altitudini comprese tra 800 e 1500 m.

## Coltivazione
Le piante sono meglio coltivate in vaso e richiedono una posizione a mezz'ombra, temendo la luce diretta del sole e temperature calde. Nel periodo vegetativo devono essere annaffiate frequentemente, ma il terreno non dovrebbe disseccarsi totalmente neanche nella stagione di riposo. Queste piante andrebbero coltivate in terreno di media consistenza, ben drenati.